# Silvia Natalia Niño
Silvia Natalia Niño Villamizar (Bucaramanga) es una patinadora colombiana.

## Trayectoria

### 2001
Al inicio de la temporada, Niño llegó al club Team Rollerblade de Estados Unidos en febrero de 2001 para prepararse y posteriormente iniciar a competir en la Copa Mundo de Patinaje de ese año. Luego de las primeras siete maratones de esa edición, y habiendo ganado en Basel y Niza, ocupó el primer lugar del escalafón sumando 290 puntos, superando a la argentina Andrea Haritchellar quien fue segunda con 234.

### 2005
Para la temporada 2005, Niño no participó en el Mundial de Zushou en China y fue desvinculada del equipo Rollerblade.

### 2006
El 2006 inició con la clasificación al mundial de Anyang, Corea del Sur durante su participación en el torneo selectivo de Colombia. Seguidamente participó en los XX Juegos Centroamericanos y del Caribe en Cartagena donde ganó tres medallas de oro en las distancias de los 10 000 m.  y la maratón.